# Sản phẩm thay thế
Trong kinh tế học, một trong hai hoặc nhiều hàng hóa (sản phẩm) được phân loại bằng cách kiểm tra mối quan hệ của bản kê khai yêu cầu khi giá cả của một sản phẩm thay đổi. Mối quan hệ giữa bản kê khai yêu cầu này dẫn đến việc phân loại hàng hoá thành 2 dạng: hàng hóa thay thế và hàng hóa bổ sung.
Hàng hóa thay thế (hay còn gọi là sản phẩm thay thế) là hàng hóa có thể thay thế các loại hàng hóa khác tương đương về công dụng (hoặc tiêu thụ) khi có các điều kiện thay đổi. Trong kinh tế vi mô, hai hàng hóa được coi là hàng hóa thay thế nếu các sản phẩm đó có thể được người tiêu dùng sử dụng cho cùng một mục đích. Có nghĩa là, người tiêu dùng cảm nhận cả hai hàng hóa là tương tự hoặc có thể so sánh được, do đó việc tiêu thụ nhiều hơn một hàng hóa khiến người tiêu dùng ít ham muốn hàng hóa kia hơn. Trái với hàng hoá bổ sung và hàng hoá độc lập, hàng hoá thay thế có thể thay thế nhau trong quá trình sử dụng do điều kiện kinh tế thay đổi. Một ví dụ về hàng hóa thay thế là Coca-Cola và Pepsi; khía cạnh có thể thay thế cho nhau của những hàng hóa này là do sự giống nhau về mục đích mà chúng phục vụ, tức là đáp ứng mong muốn của khách hàng về một loại nước giải khát. Những loại sản phẩm thay thế này có thể được gọi là sản phẩm thay thế gần gũi. Hàng hóa thay thế có thể có chất lượng tốt hơn hoặc thấp hơn mặt hàng nó thay thế và đa số có mức giá rẻ hơn. Ví dụ sữa đặc là hàng hóa thay thế cho sữa tươi với mức giá rẻ hơn tính về mặt trung bình, tuy nhiên chất lượng thì không bằng. Các loại trà, cà phê được đóng gói thành túi nhỏ mang lại sự tiện lợi cho khách hàng khi tiêu thụ cũng được xem là các mặt hàng thay thế hoàn hảo cho tách trà và cà phê truyền thống.
Có một số quốc gia như Trung Quốc sản xuất hàng hóa giá rẻ với chất lượng trung bình và thấp có thể được xem là hàng hóa thay thế cho các sản phẩm cao cấp từ các nước khác, do đó tăng tính cạnh tranh và sức mua của người tiêu dùng. Một số khách hàng không quan tâm lắm đến chất lượng của hàng hóa, họ chỉ quan tâm hàng hóa có thể thay thế được hay không với giá cả phải chăng.

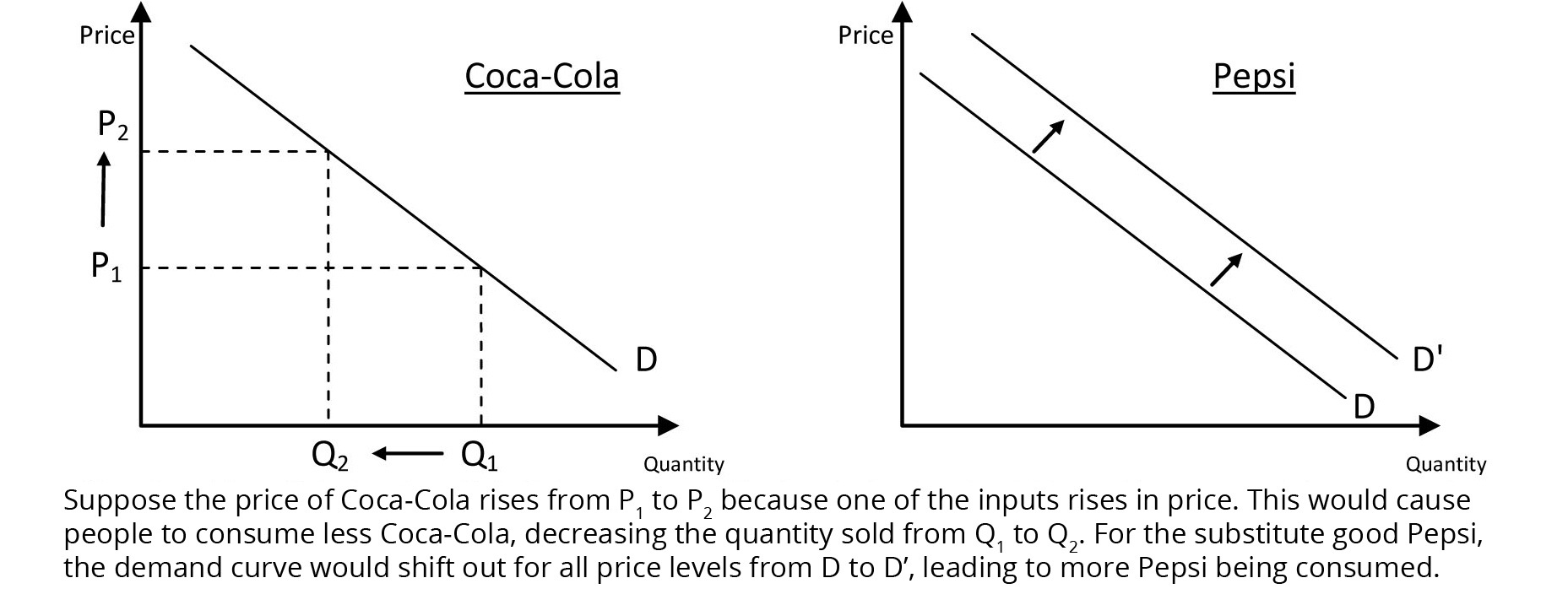
Ví dụ về sản phẩm thay thế.

## Khái niệm
Lý thuyết kinh tế đề cập hai hàng hóa là hàng hóa thay thế tốt nếu có ba điều kiện:
1. Hai sản phẩm có hiệu suất giống nhau hoặc tương đương nhau.
2. Hai sản phẩm có mục đích sử dụng giống nhau hoặc tương đương nhau.
3. Hai sản phẩm được bán ở cùng một vị trí địa lý

Đặc tính hiệu suất mô tả những gì sản phẩm đem lại cho khách hàng hay một giải pháp cho nhu cầu hoặc mong muốn của khách hàng. Ví dụ, một loại nước giải khát sẽ làm dịu cơn khát của khách hàng. 
Nhu cầu sử dụng sản phẩm mô tả thời gian, địa điểm và cách thức sản phẩm được sử dụng. Ví dụ, nước cam và nước ngọt đều là đồ uống nhưng được người tiêu dùng sử dụng trong những dịp khác nhau (). 
Hai sản phẩm ở các thị trường địa lý khác nhau nếu chúng được bán ở các địa điểm khác nhau thì sẽ tốn kém chi phí vận chuyển hoặc người tiêu dùng phải đi lại để mua hàng hóa đó.
Chỉ khi hai sản phẩm thỏa mãn ba điều kiện thì chúng mới được xếp vào nhóm hàng thay thế tốt cho nhau theo lý thuyết kinh tế. Ngược lại với hàng hóa thay thế là hàng hóa bổ sung, đây là những hàng hóa phụ thuộc vào nhóm hàng hóa khác. 
Một ví dụ về hàng hóa bổ sung là ngũ cốc và sữa. Một ví dụ về hàng hóa thay thế là trà và cà phê. Hai hàng hóa này thỏa mãn ba điều kiện: trà và cà phê có đặc tính hoạt động tương tự nhau (làm dịu cơn khát), cả hai đều có dịp sử dụng giống nhau (vào buổi sáng) và cả hai thường được bán ở cùng một khu vực địa lý (người tiêu dùng có thể mua cả hai tại siêu thị địa phương của họ). Một số ví dụ phổ biến khác bao gồm bơ thực vật và bơ, McDonald's và Burger King.

## Độ co giãn chéo của cầu
Việc một hàng hóa có thể thay thế cho một hàng hóa khác có tác động kinh tế ngay tức thì: ở mức độ một hàng hóa có thể được thay thế cho một hàng hóa khác, nhu cầu đối với hai hàng hóa sẽ có mối liên hệ với nhau bởi thực tế là khách hàng có thể đổi hàng hóa này lấy hàng hóa khác nếu nó trở nên thuận lợi. Độ co giãn giá chéo giúp chúng ta hiểu được mức độ thay thế của hai sản phẩm. Sự gia tăng giá của một hàng hóa (các yếu tố khác không thay đổi) làm tăng nhu cầu đối với các sản phẩm thay thế của nó, trong khi giảm giá của một hàng hoá sẽ làm giảm nhu cầu về các sản phẩm thay thế của nó.
Mối quan hệ về cầu quyết định hàng hóa được phân loại là hàng hóa thay thế hay bổ sung. Hệ số co giãn của cầu theo giá chéo cho thấy mối quan hệ giữa hai hàng hóa, nó thể hiện khả năng đáp ứng của lượng cầu của một hàng hóa đối với sự thay đổi giá của hàng hóa khác.
Độ co giãn của cầu theo giá chéo (Ví dụ: y) được tính theo công thức sau: 
Ví dụ: Độ co giãn giá chéo của cầu (CED) = Phần trăm thay đổi về số lượng cần đối với hàng hóa X / Phần trăm thay đổi về giá của hàng hóa Y

## Phân loại

### Sản phẩm thay thế hoàn hảo và không hoàn hảo

#### Sản phẩm thay thế hoàn hảo
Sản phẩm thay thế hoàn hảo dùng để chỉ một cặp hàng hóa có công dụng giống hệt nhau. Trong trường hợp đó, công dụng của sự kết hợp giữa hai hàng hóa là một hàm số tăng lên của tổng số lượng của mỗi hàng hóa. Tức là, người tiêu dùng có thể tiêu dùng càng nhiều (về tổng số lượng) thì mức độ thỏa dụng càng cao. 
Sản phẩm thay thế hoàn hảo có hàm thỏa dụng là một đường thẳng và tỷ lệ thay thế biên không đổi. Nếu hàng hóa X và Y là những sản phẩm thay thế hoàn hảo, thì bất kỳ gói tiêu dùng nào khác nhau sẽ dẫn đến việc người tiêu dùng có được cùng một mức thỏa dụng cho tất cả các điểm trên đường bàng quan (hàm thỏa dụng). Giả sử gói tiêu dùng được đại diện bởi (X, Y), khi đó, người tiêu dùng sản phẩm thay thế hoàn hảo sẽ nhận được cùng một mức độ tiện ích từ (20,10) hoặc (30,0). 
Người tiêu dùng sản phẩm thay thế hoàn hảo chỉ dựa đưa ra quyết định hợp lý của họ dựa trên giá cả. Rõ ràng là người tiêu dùng sẽ chọn gói rẻ nhất để tối đa hóa lợi nhuận của họ. Nếu giá cả của hàng hóa khác nhau, thì sẽ không có nhu cầu đối với hàng hóa đắt tiền hơn. Người sản xuất và người bán hàng hóa thay thế hoàn hảo cạnh tranh trực tiếp với nhau, tức là họ được coi là cạnh tranh trực tiếp về giá cả.
Một ví dụ về các sản phẩm thay thế hoàn hảo là bơ từ hai nhà sản xuất khác nhau; nhà sản xuất có thể khác nhau nhưng mục đích và cách sử dụng đều giống nhau. 
Các sản phẩm thay thế hoàn hảo có hệ số co giãn của cầu cao. Ví dụ: nếu Country Crock và Imperial margarine có cùng một mức giá niêm yết cho cùng một lượng phết của bơ, nhưng một thương hiệu tăng giá, thì doanh số của nó sẽ giảm một lượng nhất định. Đáp lại, doanh số của thương hiệu khác sẽ tăng tương tự.

#### Sản phẩm thay thế không hoàn hảo
Các sản phẩm thay thế không hoàn hảo, còn được gọi là sản phẩm thay thế gần, có mức độ thay thế thấp hơn, và do đó thể hiện tỷ lệ thay thế biên có thể thay đổi dọc theo đường bàng quan của người tiêu dùng. Các điểm tiêu dùng trên đường cong cung cấp mức tiện ích tương tự như trước đây, nhưng phần bù phụ thuộc vào điểm xuất phát của sự thay thế. Không giống như các sản phẩm thay thế hoàn hảo, đường bàng quan của các sản phẩm thay thế không hoàn hảo không phải là một đường thẳng và tỷ lệ thay thế biên là khác nhau đối với các nhóm kết hợp khác nhau trên đường cong. Hàng hóa thay thế gần là những sản phẩm tương tự nhắm đến cùng một khách hàng nhóm và thỏa mãn những nhu cầu giống nhau, nhưng có sự khác biệt nhỏ về đặc điểm. Do đó,những người bán những hàng hóa thay thế gần đang cạnh tranh gián tiếp với nhau. 
Đồ uống là một ví dụ tuyệt vời về các sản phẩm thay thế không hoàn hảo. Khi giá Coca-Cola tăng, người tiêu dùng có thể sẽ thay thế bằng Pepsi. Tuy nhiên, nhiều người tiêu dùng thích nhãn hiệu này hơn nhãn hiệu kia. Người tiêu dùng thích nhãn hiệu này hơn nhãn hiệu kia sẽ không muốn trao đổi một-một. Thay vào đó, một người tiêu dùng thích Coca-Cola hơn (chẳng hạn) sẽ sẵn sàng đổi nhiều Pepsi hơn để lấy ít Coca-Cola hơn, nói cách khác, người tiêu dùng thích Coca-Cola sẽ sẵn sàng trả nhiều hơn. 
Mức độ mà một hàng hóa có một sự thay thế hoàn hảo phụ thuộc vào cách xác định cụ thể hàng hóa đó. Định nghĩa về hàng hóa càng rộng thì hàng hóa càng dễ có hàng hóa thay thế. Mặt khác, một hàng hóa được xác định hẹp sẽ có khả năng không có hàng hóa thay thế. Ví dụ, các loại ngũ cốc khác nhau nói chung có thể thay thế cho nhau, nhưng ngũ cốc Rice Krispies, một loại thực phẩm được định nghĩa rất hẹp so với ngũ cốc nói chung, có rất ít sản phẩm thay thế . Để minh họa thêm, chúng ta có thể tưởng tượng rằng trong khi cả Rice Krispies và Froot Loops đều là loại ngũ cốc, chúng là những sản phẩm thay thế không hoàn hảo, vì cả hai là loại ngũ cốc rất khác nhau. Tuy nhiên, các nhãn hiệu thông thường của Rice Krispies, chẳng hạn như Malt-o-Meal's Crispy Rice sẽ là sự thay thế hoàn hảo cho Kellogg's Rice Krispies. 
Các sản phẩm thay thế không hoàn hảo có hệ số co giãn chéo của cầu thấp. Nếu hai nhãn hiệu ngũ cốc có cùng mức giá trước khi giá của một nhãn hiệu được tăng lên, chúng ta có thể hy vọng doanh số bán hàng của nhãn hiệu đó sẽ giảm. Tuy nhiên, doanh số bán hàng sẽ không tăng tương tự đối với nhãn hiệu kia, vì có nhiều loại ngũ cốc thay thế được cho nhãn hiệu đã tăng giá; sở thích của người tiêu dùng quyết định thương hiệu nào sẽ thiệt hại.

### Sản phẩm thay thế tổng và ròng
Nếu hai hàng hoá là hàng hoá thay thế không hoàn hảo, các nhà kinh tế có thể phân biệt chúng là hàng hoá thay thế tổng hay hàng hoá thay thế ròng.
Hai hàng hóa là hàng hóa thay thế ròng khi cầu đối với hàng hóa X tăng lên khi giá của hàng hóa Y tăng và mức độ thỏa dụng thu được từ hàng hóa thay thế không đổi.
Có nghĩa là, hàng hoá là hàng hoá thay thế ròng nếu chúng là hàng hoá thay thế cho nhau theo một hàm lượng thỏa dụng không đổi. Khả năng thay thế ròng có đặc tính mong muốn, không giống như khả năng thay thế tổng, nó là đối xứng.
Quan niệm sai lầm phổ biến cho rằng trạng thái cân bằng cạnh tranh không tồn tại khi nói đến các sản phẩm là sản phẩm thay thế ròng. Giống như hầu hết các trường hợp khi sản phẩm là sản phẩm thay thế tổng thể, chúng cũng có thể sẽ là sản phẩm thay thế ròng, do đó việc hầu hết các ưu tiên về sản phẩm thay thế tổng thể hỗ trợ cân bằng cạnh tranh cũng đóng vai trò là ví dụ về sản phẩm thay thế ròng . Quan niệm sai lầm này có thể được làm rõ hơn bằng cách xem xét bản chất của các sản phẩm thay thế ròng tồn tại trong một tình huống giả định thuần túy, nơi một thực thể hư cấu can thiệp để làm giảm hiệu ứng thu nhập và duy trì một hàm tiện ích không đổi. Điều này đánh bại điểm cạnh tranh cân bằng, nơi không có sự can thiệp nào như vậy xảy ra. Điểm cân bằng được phân cấp để người sản xuất và người tiêu dùng xác định và đi đến mức giá cân bằng

### Sản phẩm thay thế trong danh mục và sản phẩm thay thế danh mục chéo
Hàng hóa thay thế trong danh mục là hàng hóa là thành viên của cùng một danh mục phân loại như hàng hóa có chung các thuộc tính (ví dụ: sô cô la, ghế, toa xe ga). 
Hàng hóa thay thế chéo là hàng hóa thuộc các nhóm phân loại khác nhau nhưng có thể thỏa mãn cùng một mục tiêu. Ví dụ, một người muốn sôcôla nhưng không thể mua được, thay vào đó có thể mua kem để đáp ứng mục tiêu ăn tráng miệng. 
Cho dù hàng hóa thuộc nhóm chéo hay sản phẩm thay thế trong danh mục đều ảnh hưởng đến tiện ích mà người tiêu dùng thu được. Mọi người thể hiện sự ưa thích mạnh mẽ đối với các sản phẩm thay thế trong danh mục hơn các sản phẩm thay thế nhiều chủng loại, mặc dù các sản phẩm thay thế trong danh mục hiệu quả hơn trong việc thỏa mãn nhu cầu của khách hàng. Trên mười nhóm thực phẩm khác nhau, 79,7% người tham gia nghiên cứu tin rằng thực phẩm thay thế trong danh mục sẽ đáp ứng tốt hơn sự thèm muốn của họ đối với thực phẩm mà họ không thể có hơn là thực phẩm thay thế đa chủng loại. Ví dụ: không thể có được một loại sô cô la Godiva mong muốn, đa số báo cáo rằng họ thích ăn sô cô la của thương hiệu cửa hàng (một loại thay thế trong danh mục) hơn là một thanh granola sô cô la chip (một loại thay thế nhiều loại). Tuy nhiên, sở thích này đối với các sản phẩm thay thế trong danh mục dường như là sai lầm. Bởi vì các sản phẩm thay thế trong danh mục tương tự hơn với hàng hóa bị thiếu, sự kém hơn của chúng đối với hàng hóa đó dễ nhận thấy hơn. Điều này tạo ra hiệu ứng tương phản tiêu cực và dẫn đến các sản phẩm thay thế trong danh mục trở thành những sản phẩm thay thế ít thỏa mãn hơn so với các sản phẩm thay thế danh mục chéo.

### Hàng hóa theo đơn vị-nhu cầu
Hàng hóa theo đơn vị cầu là những loại hàng hóa mà từ đó người tiêu dùng chỉ muốn có một mặt hàng duy nhất. Nếu người tiêu dùng có hai mặt hàng theo nhu cầu đơn vị, thì mức độ tiện ích của anh ta là mức tối đa của các tiện ích mà anh ta thu được từ mỗi mặt hàng này. Ví dụ: một người tiêu dùng muốn có phương tiện đi lại, có thể là ô tô hoặc xe đạp. Người tiêu dùng thích ô tô hơn xe đạp. Nếu người tiêu dùng có cả ô tô và xe đạp, thì người tiêu dùng chỉ sử dụng ô tô. Lý thuyết kinh tế về cầu co giãn đơn vị minh họa mối quan hệ nghịch đảo giữa giá và lượng. Hàng hóa theo đơn vị cầu luôn là hàng hóa thay thế.

## Trong cấu trúc thị trường hoàn hảo và độc quyền

### Cạnh tranh hoàn hảo
Cạnh tranh hoàn hảo chỉ dựa trên việc các công ty có các điều kiện ngang nhau và liên tục theo đuổi các điều kiện này, bất kể quy mô thị trường như thế nào. Một trong những yêu cầu đối với cạnh tranh hoàn hảo là hàng hoá của các công ty cạnh tranh phải là sản phẩm thay thế hoàn hảo. Các sản phẩm được bán bởi các công ty khác nhau có sự khác biệt tối thiểu về khả năng, tính năng và giá cả. Do đó, người mua không thể phân biệt được sản phẩm dựa trên thuộc tính vật chất hay giá trị vô hình. Khi điều kiện này không được thoả mãn, thị trường được đặc trưng bởi sự khác biệt hoá sản phẩm. Thị trường cạnh tranh hoàn hảo là một chuẩn mực lý thuyết và không tồn tại trên thực tế. Tuy nhiên, khả năng thay thế hoàn hảo là rất quan trọng trong thời đại bãi bỏ quy định vì thường có một số nhà cung cấp cạnh tranh (ví dụ, nhà cung cấp điện) bán cùng một mặt hàng dẫn đến cạnh tranh gay gắt về giá.

### Cạnh tranh độc quyền
Cạnh tranh độc quyền đặc trưng cho một ngành trong đó nhiều công ty cung cấp các sản phẩm hoặc dịch vụ tương đương, nhưng không phải là sản phẩm thay thế hoàn hảo. Các công ty độc quyền có rất ít quyền lực để cắt giảm nguồn cung hoặc tăng giá để tăng lợi nhuận. Do đó, các công ty sẽ cố gắng tạo sự khác biệt cho sản phẩm của mình thông qua việc xây dựng thương hiệu và tiếp thị để thu được lợi nhuận trên thị trường. Một số ví dụ phổ biến về các ngành độc quyền bao gồm xăng dầu, sữa, kết nối Internet (dịch vụ ISP), điện, điện thoại và vé máy bay. Vì các công ty cung cấp các sản phẩm tương tự nhau, nên nhu cầu rất co giãn trong cạnh tranh độc quyền. Do nhu cầu rất nhạy bén với sự thay đổi giá, người tiêu dùng sẽ chuyển sang lựa chọn thay thế rẻ nhất do giá cả tăng lên. Đây được gọi là chi phí chuyển đổi, hoặc về cơ bản là những gì người tiêu dùng sẵn sàng từ bỏ.

## Những ảnh hưởng lên thị trường
Michael Porter đã phát minh ra "Năm lực lượng của Porter" để phân tích mức độ hấp dẫn và khả năng sinh lời của một ngành. Bên cạnh sự cạnh tranh, quyền lực của người mua, quyền lực của nhà cung cấp và mối đe dọa của sự gia nhập mới, Porter xác định mối đe dọa thay thế là một trong năm lực lượng quan trọng của ngành. Mối đe dọa thay thế đề cập đến khả năng khách hàng tìm thấy sản phẩm thay thế để mua. Khi có sẵn các sản phẩm thay thế gần, khách hàng có thể dễ dàng và nhanh chóng từ bỏ việc mua sản phẩm của công ty bằng cách tìm các sản phẩm thay thế khác. Điều này có thể làm suy yếu sức mạnh của công ty, đe dọa lợi nhuận dài hạn. Nguy cơ thay thế có thể được coi là cao khi:
- Khách hàng có một chút chi phí chuyển đổi giữa hai sản phẩm thay thế có sẵn.
- Chất lượng và hiệu suất được cung cấp bởi một sản phẩm thay thế gần gũi có tiêu chuẩn cao hơn.
- Khách hàng có lòng trung thành với thương hiệu thấp

Hàng hóa thay thế bổ sung có tác động lớn đến thị trường, người tiêu dùng và người bán thông qua các yếu tố sau: 
- Các thị trường được đặc trưng bởi hàng hóa thay thế gần gũi / hoàn hảo trải qua sự biến động lớn về giá cả. Sự biến động này tác động tiêu cực đến lợi nhuận của nhà sản xuất, vì có thể kiếm được lợi nhuận cao hơn ở những thị trường có ít sản phẩm thay thế hơn. Có nghĩa là, hàng hóa thay thế hoàn hảo dẫn đến lợi nhuận giảm xuống 0 như đã thấy ở các thị trường cạnh tranh hoàn hảo ở trạng thái cân bằng.
- Hàng hóa chất lượng thấp có thể gia tăng bởi tính cạnh tranh cao giữa các doanh nghiệp về nguồn hàng hóa thay thế gần. Giá giảm sẽ chiếm thị phần lớn hơn, các công ty cố gắng giảm việc sử dụng các nguồn lực, do đó sẽ giảm chi phí của họ.
- Trong một thị trường có các sản phẩm thay thế gần gũi / hoàn hảo, khách hàng có nhiều loại sản phẩm để lựa chọn. Khi số lượng sản phẩm thay thế tăng lên, xác suất để mọi người tiêu dùng chọn những gì phù hợp với họ cũng tăng lên. Nghĩa là, người tiêu dùng có thể đạt đến mức độ tiện ích tổng thể cao hơn từ sự sẵn có của các sản phẩm thay thế.